# Geotrypetes
Geotrypetes is een geslacht van wormsalamanders (Gymnophiona) uit de familie Dermophiidae. De groep werd voor het eerst wetenschappelijk beschreven door Wilhelm Peters in 1880.
Er zijn drie soorten die voorkomen in tropische gebieden in westelijk Afrika.

## Soorten
Geslacht Geotrypetes
- Soort Geotrypetes angeli
- Soort Geotrypetes pseudoangeli
- Soort Geotrypetes seraphini